# Café Lion
El café Lion (1931-1993), fue un establecimiento de Madrid situado en la calle de Alcalá número 59, junto a la plaza de Cibeles. Heredero de los cafés de tertulia del siglo XIX, su periodo de mayor apogeo coincidió con los años de la Segunda República Española.

## Historia
Inaugurado el sábado 10 de octubre de 1931, con este nombre, siendo sus propietarios los Gallardo, dueños y fundadores también del más antiguo Café Lion d'Or, situado en el número 18, al inicio de esta misma calle de Alcalá. El nuevo café era un lugar espacioso y oscuro, de gusto moderno y cuidado servicio, que durante muchos años llegaría a ocupar dos locales con comunicación aunque correspondientes a los números 57 y 59 de la calle de Alcalá. Además, en los sótanos del 59, dispuso el Lion de un elegante salón alemán sin precedentes en Madrid: el espacio que sería conocido como «Zum Lustigen Walfisch», es decir La ballena alegre.
La década de 1930 vería pasar por el Lion un auténtico crisol ideológico de muy diversas tertulias. En él, el editor José Bergamín Gutiérrez gestó y llevó de la mano su revista Cruz y Raya. Revista de afirmación y negación, cuyo número inicial apareció el día 15 de abril de 1933, pero que dejaría de editarse al estallar la guerra civil española. En torno a Bergamín acudían al Lion: Ramón Pastor, Antonio Sacristán, Luis Lamana, Melchor Fernández Almagro, Justino de Azcárate, Pedro Burgos, los hermanos Ernesto y Constantino Navarro, Miguel Pérez Ferrero, Francisco Sedano y José María de Cossío (gran animador de otra «tertulia de alto vuelo literario» en este mismo café tras la Guerra Civil).
El pintoresco dramaturgo del Noventa y ocho, Ramón del Valle-Inclán, animador de diversas tertulias y varios cafés madrileños, también tuvo aquí uno de sus últimos púlpitos, en la discreción de una mesa rinconera donde se reunía –o quizá sería más exacto ‘recibía’– a contertulios como los artistas Anselmo Miguel Nieto y Rafael de Penagos o el doctor Salvador Pascual Ríos.
También montaron aquí su tertulia Guillermo de Torre y Esteban Salazar Chapela, en compañía entre otros, de los músicos Gustavo Pittaluga González del Castillo y Rodolfo Halffter, y escritores o periodistas como Francisco Ayala, Antonio de Obregón Chorot, Huberto Pérez de la Ossa o César Arconada.
Antes de que se produjera el desastre del 36, y mientras que la práctica totalidad de la Generación del 27 se reunía en las mesas del café, el líder falangista y sindicalista, José Antonio Primo de Rivera, instaló uno de sus círculos falangistas en los sótanos del local, en ese espacio conocido como «Zum Lustigen Walfisch». Otras tertulias que se documentan, en ese periodo contemporáneo de la Segunda República en los sótanos del café Lion, son por ejemplo la de los arquitectos Luis Martínez Feduchi y Fernando García Mercadal; y reuniones de jóvenes poetas descritas en sus memorias por Pepín Bello o por Gabriel Celaya (identificadas como algunas de las tertulias de la Residencia de Estudiantes o de la generación del 27, pero que fueron más habituales y frecuentes en la vecina Cervecería Correos).
Concluida la Guerra Civil Española, ya en 1939, José María de Cossío y Manuel Machado (como secretario), montaron la tertulia del “Ocio atento”, que reunirá entre sus más distinguidos miembros a poetas falangistas de la generación del 36, como Dionisio Ridruejo, Luis Felipe Vivanco, Leopoldo Panero Torbado o Luis Rosales Camacho, además de personajes como Gerardo Diego, Federico Sopeña e Ignacio Zuloaga, entre un largo etcétera. Trasladada esta tertulia, varias otras mantuvieron el tono, alcanzando un nuevo renacimiento en la década de 1960; así por ejemplo la tertulia de sobremesa presidida por Antonio Rodríguez Moñino, con invitados de honor como el hispanista Marcel Bataillon y otras personalidades como Dionisio Gamallo Fierros, o los componentes del consejo de redacción de la Revista española (1953) y otros autores de la generación del medio siglo o del “realismo social”, entre ellos Ignacio Aldecoa, Rafael Sánchez Ferlosio y Alfonso Sastre. De este mismo periodo pueden citarse corrillos de peñas nocturnas en los rincones del café con personajes como Ramón Ledesma Miranda, Vicente Gállego, el guitarrista Regino Sáinz de la Maza, Edgar Neville, «Tono», José López Rubio, Rafael Pérez Delgado o el torero Manolo Escudero, que en cierta ocasión tuvo que salir del café para torear una vaquilla escapada que sembraba el pánico en las inmediaciones, hasta que llegara la guardia civil.

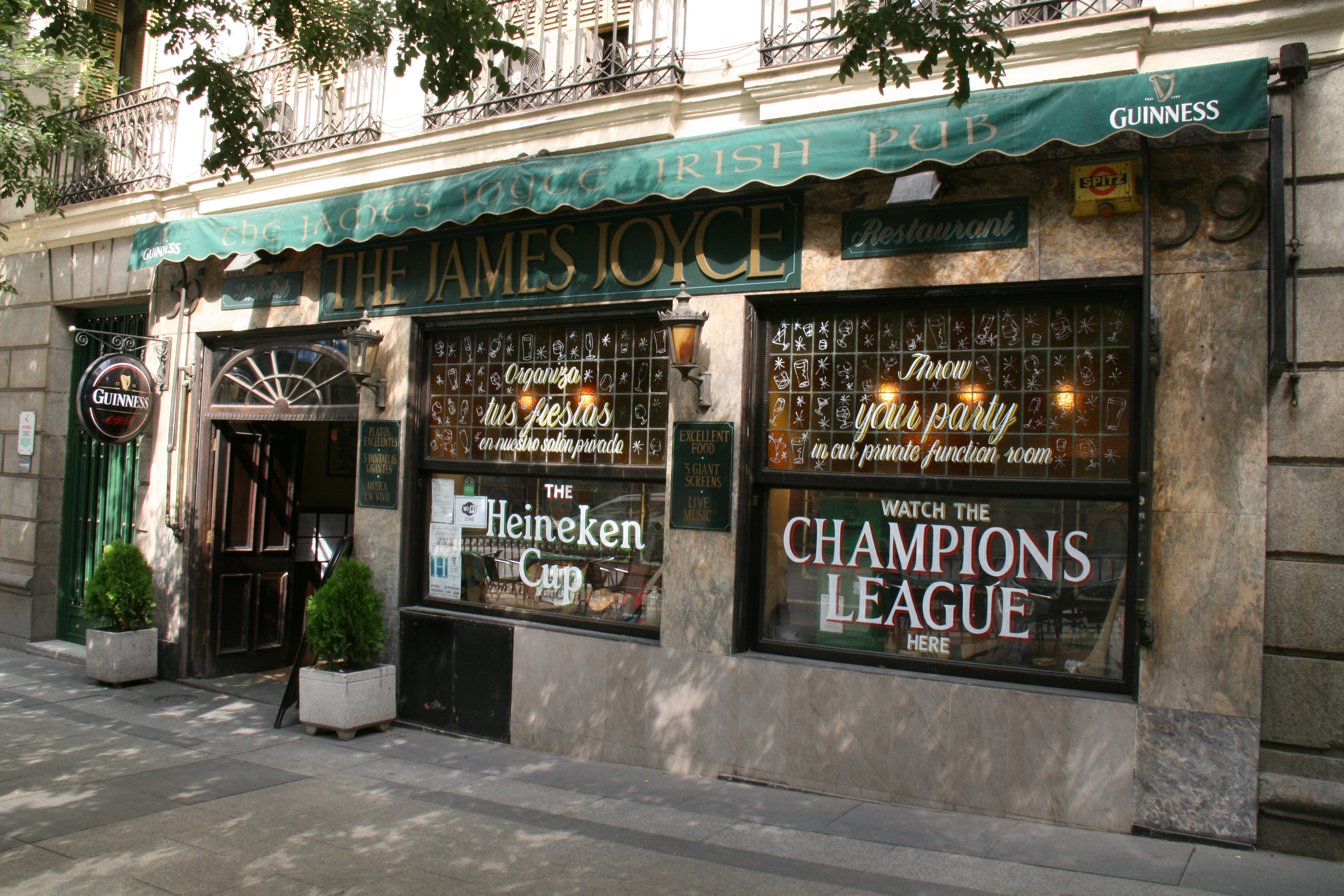
«The James Joyce» ocupando el local en el que estuvo el Café Lion.

El vetusto café fue vendido en 1993 por los herederos de la familia Gallardo a una firma de hostelería que instaló un bar y restaurante de ambiente irlandés, conservando los elementos históricos del local, incluidos los murales de Hipólito Hidalgo de Caviedes para el salón de “La Ballena Alegre” (espacio usado como almacén).